# ديركو لوكاس دي آبرو سانتوس
ديركو لوكاس دي آبرو سانتوس هو لاعب كرة قدم برازيلي في مركز الوسط، ولد في 25 فبراير 1988 في Curvelo ‏ في البرازيل. لعب مع نادي بونتي بريتا ونادي ميراسول.

## وصلات خارجية
- ديركو لوكاس دي آبرو سانتوس على موقع قاعدة بيانات كرة القدم.إي يو (الإنجليزية)
- ديركو لوكاس دي آبرو سانتوس على موقع Soccerway.com (الإنجليزية)
- ديركو لوكاس دي آبرو سانتوس على موقع عالم كرة القدم.نت (الإنجليزية)